# Кожурін Віктор Володимирович
Ві́ктор Володи́мирович Кожу́рін (21 грудня 1991 — 20 січня 2015) — солдат Збройних Сил України, учасник російсько-української війни. Один із «кіборгів».

## Життєвий шлях
Народився у місті Болград, останні роки проживав у Корабельному районі Миколаєва. Пройшов строкову службу в лавах ЗСУ, продовжив з 2013 за контрактом. Старший сапер, 79-та окрема аеромобільна бригада.
20 січня 2015-го загинув у бою в районі ДАП. Група військовиків поверталася після виконання завдання із розмінування проходу в аеропорту, та потрапила під обстріл терористів з РСЗВ «Град».
Без єдиного сина лишились батьки.
Після прощання у Миколаєві похований в місті Болград.

## Нагороди та вшанування
- Указом Президента України № 282/2015 від 23 травня 2015 року, «за особисту мужність і високий професіоналізм, виявлені у захисті державного суверенітету та територіальної цілісності України, вірність військовій присязі», нагороджений орденом «За мужність» III ступеня (посмертно)[1].
- Нагороджений нагрудним знаком «За оборону Донецького аеропорту» (посмертно).
- 13 квітня 2018 року на будівлі Миколаївської загальноосвітньої школи І-ІІІ ступенів № 52, де навчався Віктор, йому встановлено меморіальну дошку[2][3].
- 26 травня 2019 року на будівлі Болградського районного військового комісаріату відбулось урочисте відкриття меморіальних дощок загиблим учасникам АТО — Русєву Сергію, Кожуріну Віктору, Манулову Сергію та Хіньову Ігору[4][5].
- Вшановується в меморіальному комплексі «Зала пам'яті», в щоденному ранковому церемоніалі 20 січня[6][7].